# O que a água me deu
O que a água me deu (Lo que el agua me dio, em espanhol) é uma pintura de Frida Kahlo. A data de criação é 1938.  A obra foi produzida com tinta a óleo. Faz parte da coleção privada de Daniel Filipacchi.
A pintura integrou a primeira exposição individual de Kahlo na Julien Levy Gallery em Nova York, em novembro de 1938.

## Análise
A pintura tem uma função biográfica, em que busca expressar elementos do inconsciente, com a justaposição de objetos aparentemente não condizentes. Há referências a várias tradições iconográficas nessa combinação de objetos: mitologia, simbolismo, erotismo, expressões mexicanas originais. Os elementos criam um clima para a representação das pernas da artista numa banheira.
Influenciaram a obra Meus avós, meus pais e eu, da própria Kahlo, e uma pintura de Hieronymus Bosch, do século XV. Há elementos deste último na representação da vegetação e dos animais. Há ainda elementos macabros, como um esqueleto, figura recorrente da produção artística de Kahlo.
Diferentemente de outras obras de Kahlo nesta não há uma figura dominante, sendo uma possível síntese de elementos de vários quadros anteriores.